# Otto Martin (Politiker)
Otto Martin (* 18. Januar 1897 in Lättnitz, Landkreis Grünberg i. Schles.; † 5. April 1972 in Mödesse, Niedersachsen) war ein deutscher Politiker (SPD).
Otto Martin besuchte eine Volksschule und trat 1913 der Gewerkschaft bei. Mit dem Beginn des Ersten Weltkriegs wurde er als Soldat eingezogen. 1916 geriet er in französische Kriegsgefangenschaft, wo er erst 1920 entlassen wurde. Noch im selben Jahr trat er der SPD bei und arbeitete in der keramischen Industrie. Martin besuchte 1927 anschließend die Staatliche Fachschule für Wirtschaft und Verwaltung in Berlin und wurde im folgenden Jahr Angestellter der Gewerkschaft. Nach der „Machtergreifung“ der Nationalsozialisten wurde Martin 1933 entlassen und verhaftet. Später arbeitete er als Angestellter einer Versicherung.
Nach dem Zweiten Weltkrieg wurde Martin zunächst Gewerkschaftsangestellter und ab 1947 Parteisekretär bei der SPD in Berlin-Neukölln. Da Fritz Votava im Januar 1959 zum Bezirksstadtrat für Jugend in Neukölln gewählt wurde, konnte Martin in das Abgeordnetenhaus von Berlin nachrücken. 1963 schied er aus dem Parlament aus.